# 不可分債務
不可分債務（ふかぶんさいむ）とは、多数当事者間の債権債務関係の一つで、債務の目的がその性質上不可分である債務。
2017年の改正前の民法には不可分債務と連帯債務を明確に区別する規定がなかった。旧430条は「数人が不可分債務を負担する場合」となっており「不可分」の判断基準は債務の性質又は当事者の意思表示の解釈によるとされていた。2017年改正の民法（2020年4月1日法律施行）では可分債務（分割債務）と連帯債務を債務の目的が性質上可分な場合、不可分債務を債務の目的が性質上不可分な場合とし、性質上可分で法令の規定又は当事者の合意があるときに連帯債務が成立すると整理された。この改正で性質上不可分の場合は不可分債務、当事者の合意による場合は連帯債務として扱われることが明文化された。
2017年改正の民法（2020年4月1日法律施行）で不可分債務には連帯債務の規定（440条の規定を除く）が準用されることになった（430条）。
- 民法の規定については、以下で条数のみ記載する。

## 不可分債務の対外的効力
不可分債務における債権者の各債務者に対する関係（対外的効力）については、連帯債務の規定の準用により、債権者は債務者の一人に対して、あるいは同時・順次に全債務者に対して、全部又は一部の弁済を請求することができる（430条・436条（旧432条））。

## 不可分債務の対内的効力
不可分債務の一人の債務者と債権者との間に一定の事由が生じた場合の他債務者と債権者との関係（対内的効力）についても、連帯債務の規定の一部が準用される（430条）。2017年改正の民法（2020年4月1日法律施行）で見直しが行われた。
債務者の一人による弁済（供託や代物弁済を含む）、更改（430条・438条（旧435条））、相殺（430条・439条（旧436条））が生じた場合には他の債務者にも効力を生じる絶対的効力（絶対効）である。なお、2017年の改正前の民法では相殺は他の債務者の相殺権を援用できるとされていたが、過剰な介入と批判され、2017年改正の民法（2020年4月1日法律施行）では他の債務者は履行拒絶ができるにとどまる制度に改められた（439条2項）。
これら以外は他の債務者に影響を与えない相対的効力（相対効）にとどまる（430条・441条（旧440条））。

## 分割債務への変更
不可分債務が可分債務（分割債務）となったときは、各債務者はその負担部分についてのみ履行の責任を負う（431条）。